# Gemini (vaisseau spatial)
Pour les articles homonymes, voir Gemini.
Le vaisseau spatial Gemini est le deuxième type de véhicule spatial américain mis au point par la NASA pour ses missions habitées. Il est développé dans le cadre du programme Gemini dont l'objectif principal est de répéter et mettre au point les différentes manœuvres orbitales que devront effectuer les équipages du programme Apollo : changement d'orbite, rendez-vous entre deux vaisseaux, sortie extra-véhiculaire et séjour de longue durée dans l'espace. Le vaisseau est utilisé au cours de 12 missions spatiales entre 1964 et 1966 dont dix avec équipage. Conçu initialement comme une évolution du vaisseau Mercury, il est à la fin un vaisseau radicalement différent. D'une masse de 3,85 tonnes, il peut emporter deux astronautes pour une mission de deux semaines. Il est équipé d'un radar pour les opérations de rendez-vous, d'un ordinateur de navigation et l'énergie est fournie par des piles à combustible.

## Contexte
Alors que la fin du programme spatial américain Mercury se profile, des aspects importants du vol spatial tel que les rendez-vous spatiaux, qui doivent être mis en œuvre dans le cadre du programme Apollo, ne sont toujours pas maîtrisés. La capsule Mercury, monoplace et disposant de très peu d'autonomie, atteint ses limites. Les dirigeants de la NASA lancent en décembre 1961 un programme destiné à acquérir ces techniques sans attendre la mise au point du vaisseau Apollo qui sera utilisé pour les missions lunaires. Le programme Gemini doit remplir 3 objectifs :
- maîtriser les techniques de localisation, manœuvre et rendez-vous spatial ;
- mettre au point les techniques permettant de travailler dans l'espace au cours de sorties extravéhiculaires ;
- étudier les conséquences de l'impesanteur sur la physiologie humaine au cours de vols de longue durée.

## Historique du développement

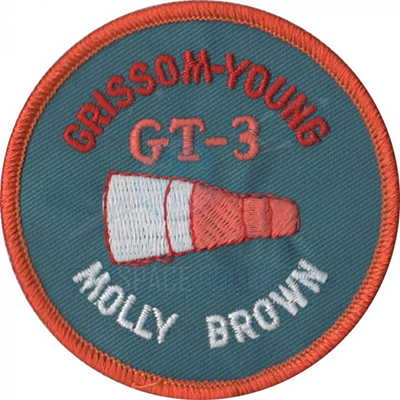
Le patch de mission pour Gemini III.

Le vaisseau spatial Gemini, qui doit initialement être une simple version améliorée de la capsule Mercury, se transforme au fur et à mesure de son développement en un vaisseau complètement différent de 3,85 tonnes (contre 1 tonne environ pour le vaisseau Mercury), capable de voler avec deux astronautes durant deux semaines. Le vaisseau est lancé par un lanceur Titan II, missile de l'armée de l'air américaine reconverti en lanceur. Le programme rencontre des problèmes de mise au point. Le lanceur souffre de l'effet pogo, les piles à combustible utilisées pour la première fois fuient et la tentative de mise au point d'une aile volante pour faire atterrir la capsule sur le sol ferme échoue. Tous ces déboires gonflent le coût du programme de 350 millions de dollars américains à 1 milliard de dollars. Toutefois, fin 1963, tout rentre dans l'ordre et deux vols sans équipage peuvent avoir lieu en 1964 et au début de 1965. Le premier vol habité Gemini 3 emporte les astronautes Virgil Grissom et John Young le 23 mars 1965.

## Caractéristiques techniques

### Architecture
Le vaisseau Gemini a la forme d'un cône long de 5,8 mètres pour un diamètre maximal de 3,05 mètres. Sa masse totale est de 3 175 kg. Contrairement au vaisseau Mercury, le vaisseau Gemini est composé de deux sous-ensembles distincts : le module de rentrée dans lequel se trouve l'équipage et qui revient sur Terre et le module de service qui est largué avant la rentrée atmosphérique. Les équipements qui étaient à l'intérieur de la cabine dans le vaisseau Mercury sont majoritairement placés dans le module de service non pressurisé. Cette architecture ainsi qu'une disposition généralement modulaire des différents équipements permet de rapidement  remplacer un équipement défaillant au sol ou modifier la configuration du vaisseau en cas de modification des objectifs de la mission. La structure est de type semi-monocoque et réalisée en grande partie en titane (longerons, cadres, lisses, revêtement) et en magnésium pour réduire au maximum le poids. Les parties non exposées à la chaleur (paroi interne de la cabine d'équipage, ....) est réalisée en aluminium.

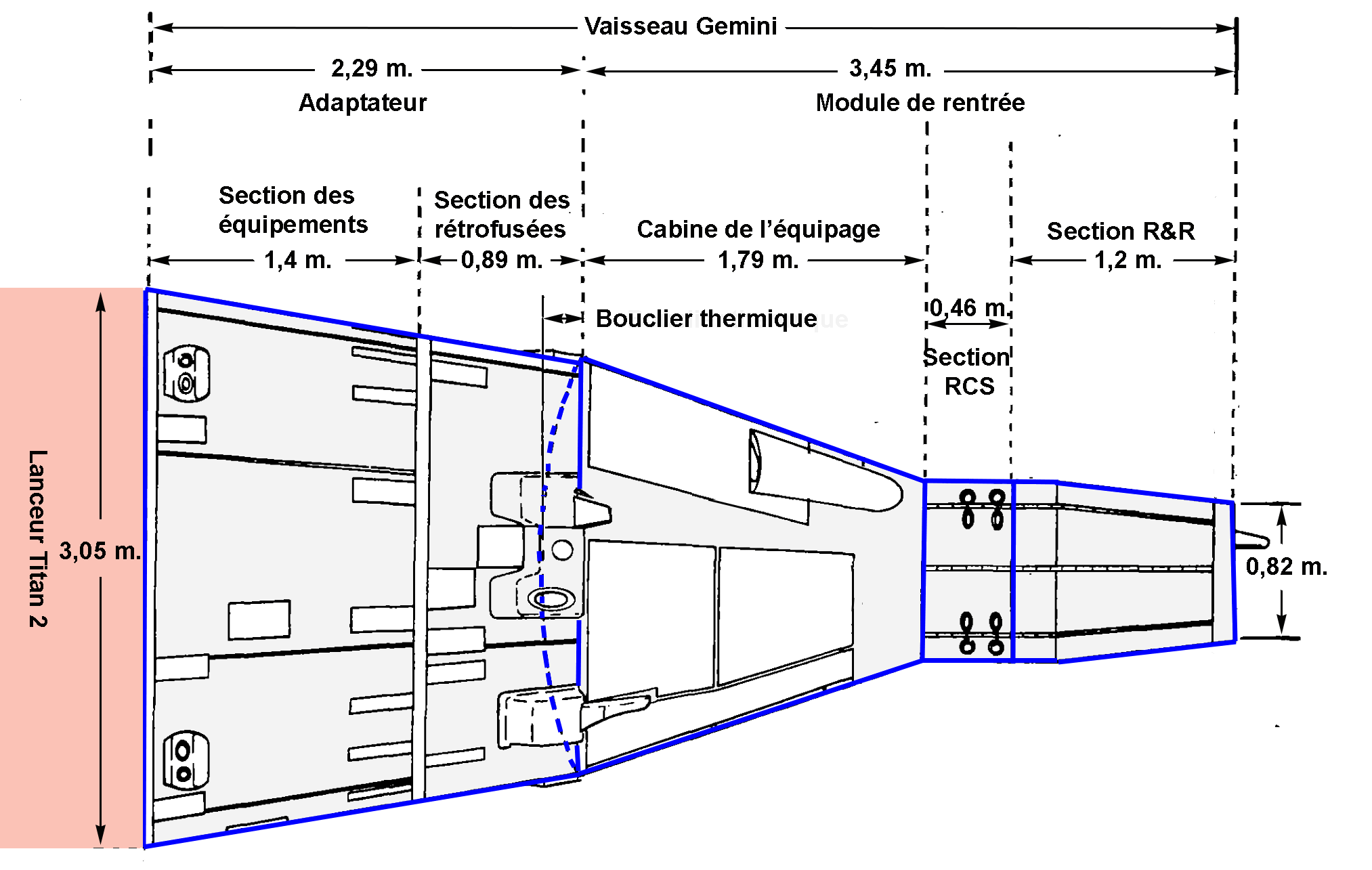
Sections et dimensions du vaisseau Gemini.

| Caractéristique         | Mercury       | Gemini                        | Vaisseau Apollo               | Soyouz                             | Orion                         |
| ----------------------- | ------------- | ----------------------------- | ----------------------------- | ---------------------------------- | ----------------------------- |
| 1er vol                 | 1959          | 1964                          | 1966                          | 1967                               | 2014                          |
| Masse                   | 1,5 t         | 3,85 t                        | 33,4 t                        | 7,25 t                             | 33,5 t                        |
| Dimensions              | 3,34 × 1,89 m | 3 × 5,8 m                     | 3,9 × 11 m                    | 2,65 × 10 m                        | 5,02 × 7 m                    |
| Volume pressurisé       | 1,7 m3        | 2,55 m3                       | 10,4 m3                       | 9 m3                               | 20 m3                         |
| Équipage                | 1             | 2                             | 3                             | 3                                  | 2 à 6                         |
| Autonomie en vol libre  | ?             | 14 jours                      | 14 jours                      | 14 jours                           | 21 jours                      |
| Destination             | Orbite basse  | Orbite basse                  | Au-delà de l'orbite terrestre | Orbite basse                       | Au-delà de l'orbite terrestre |
| Delta-v                 | 0 m/s         | 98 m/s                        | 2 800 m/s                     | 390 m/s                            | 1 340 m/s                     |
| Énergie                 | Batteries     | Piles à combustible (151 kWh) | Piles à combustible           | Panneaux solaires (0,6 kW)         | Panneaux solaires (11 kW)     |
| Lanceur                 | Atlas         | Titan II                      | Saturn V                      | Soyouz                             | SLS                           |
| Système d'amarrage      | non           | oui (sans écoutille)          | oui                           | oui                                | oui                           |
| Autres caractéristiques |               | 2 modules                     | 2 modules                     | 3 modules Atmosphère oxygène/azote | 2 modules                     |

### Le module de rentrée

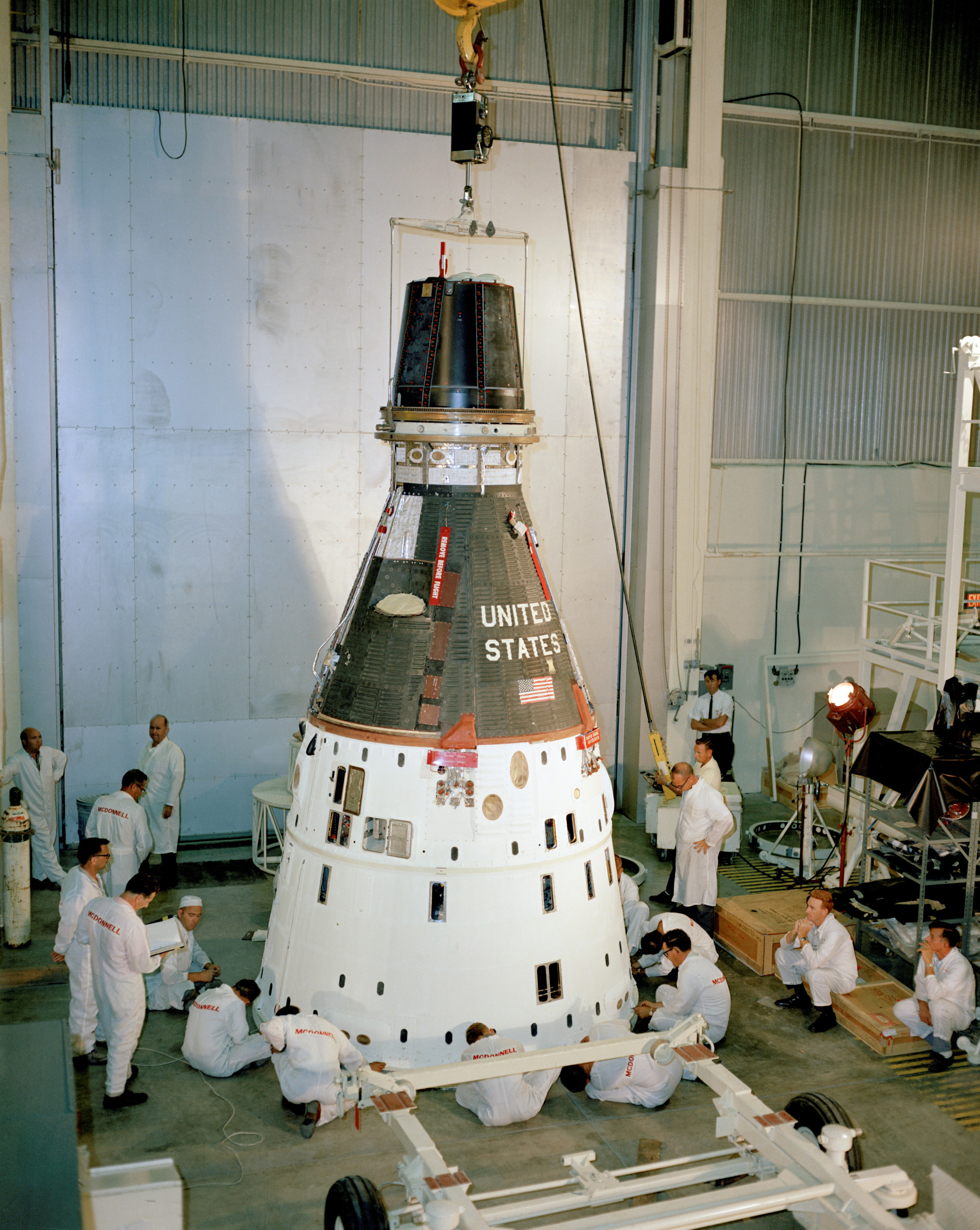
Le vaisseau Gemini 11. Le vaisseau Gemini domine de ses 5,75 mètres les personnes présentes mais la cabine de l'équipage représente à peine un tiers de cette hauteur.

Le module de rentrée est conçu pour résister aux forces aérodynamiques et à la chaleur de la rentrée atmosphérique. Les flancs  sont protégés de la chaleur par des plaques de métal qui se chevauchent et dont la composition varie en fonction de la localisation. L'extrémité la plus large du cône, qui est la plus exposée à la chaleur, est protégée par un bouclier thermique en forme de disque constitué d'une structure en nid d'abeille remplie avec un matériau ablatif, conçu pour brûler de façon contrôlée. La capsule Gemini est composée de trois sections : la section dédiée au rendez-vous et à l'atterrissage (Rendezvous and Recovery ou R and R section) contenant le radar utilisé pour les manœuvres de rendez-vous en orbite avec un autre vaisseau et les parachutes, la section contenant les moteurs de contrôle d'attitude (Reentry Control System (RCS) section) et la cabine pressurisée dans laquelle se tient l'équipage. Une coiffe recouvre au lancement la section and R et un capteur d'horizon est fixé à la jonction de la cabine pressurisée et de la section RCS.

#### La cabine de l'équipage
La cabine de l'équipage a la forme d'un tronc de cône (dont le tiers supérieur est supprimé) long de 1,79 mètres. Son diamètre est de 98 centimètres dans la partie la plus étroite et de 2,29 mètres au niveau de la partie la plus large (bouclier thermique). Il comprend une partie pressurisée dans laquelle se trouve l'équipage ainsi que le système de support de vie, une partie du système électrique ainsi que des expériences et d'autre part des baies d'équipement non pressurisées contenant différents équipemtns électriques et électroniques. Alors que dans le vaisseau Mercury presque tous les équipements étaient dans la cabine pressurisée, les concepteurs du vaisseau Gemini ont choisi de les placer à l'extérieur de celle-ci dans le but de faciliter leur installation ou leur remplacement. Outre les trois baies prévues dès le départ pour accueillir les équipements (une de chaque côté et une dessous), un logement était prévu pour le train d'atterrissage qui devait permettre d'atterrir sur la terre ferme. Cette solution ayant été abandonnée  au profit de l'amerrissage pour respecter les contraintes de délai, ce logemtent a parfois été utilisé selon les missions soit pour y placer des équipements supplémenaires soit pour y mettre du ballast.  Enfin à l'arrière de la cabine pressurisée est fixé le bouclier thermique qui recouvre toute la face arrière. La coque pressurisée est formée d'une double paroi constituée de feuilles de titane de 0,25 mm d'épaisseur soudées entre elles. Cette coque est elle-même recouverte d'un isolant et d'une coque externe réalisée dans un alliage de nickel de type René 41. Le volume disponible dans la coque pressurisée une fois l'équipage embarqué est très réduit (1,56 m³). Chaque astronaute est allongé les jambes repliées dans une couchette moulée et dispose en face de lui d'une écoutille qui peut être ouverte manuellement depuis l'intérieur ou de l'extérieur par un dispositif mécanique. Chaque écoutille comporte un hublot d'observation. Les couchettes sont montées sur des sièges éjectables qui peuvent être utilisés en cas de défaillance du lanceur en début de mission ou dans la phase d'atterrissage si les parachutes ne se déploient pas correctement.

### Le module de service
Le module de service a la forme d'un tronc de cône long de 2,29 mètres et d'un diamètre maximal de 3,05 mètres. L'armature du module de service est constituée de longerons longitudinaux en alliage de magnésium et d'arceaux en aluminium situés sur la circonférence. Elle est recouverte par une enveloppe en magnésium. Le module de service contient tous les équipements nécessaires pour les vols de longue durée ainsi que l'adaptateur qui solidarise le vaisseau avec son lanceur. Le module de service est composé de deux parties : la section des rétrofusées et la section des équipements..

#### La section des rétrofusées
La section des rétrofusées occupe le premier mètre du tronc de cône immédiatement derrière la cabine. Deux poutrelles en aluminium se croisent dans l'axe du tronc de cône. Dans chacun des quadrants ainsi définis et solidaires de celles-ci se trouve une rétrofusée. Cette section contient également 6 ensembles de moteurs de contrôle d'attitude (Orbit Attitude and Maneuvering System ou OAMS).

#### La section des équipements
La section des équipements située constitue la majeure partie du module de service. Elle contient les réservoirs d'oxygène pour le système de support de vie, les accumulateurs, le liquide de refroidissement et la majorité des équipements électroniques. Cette section est larguée avant la mise à feu des rétrofusées.

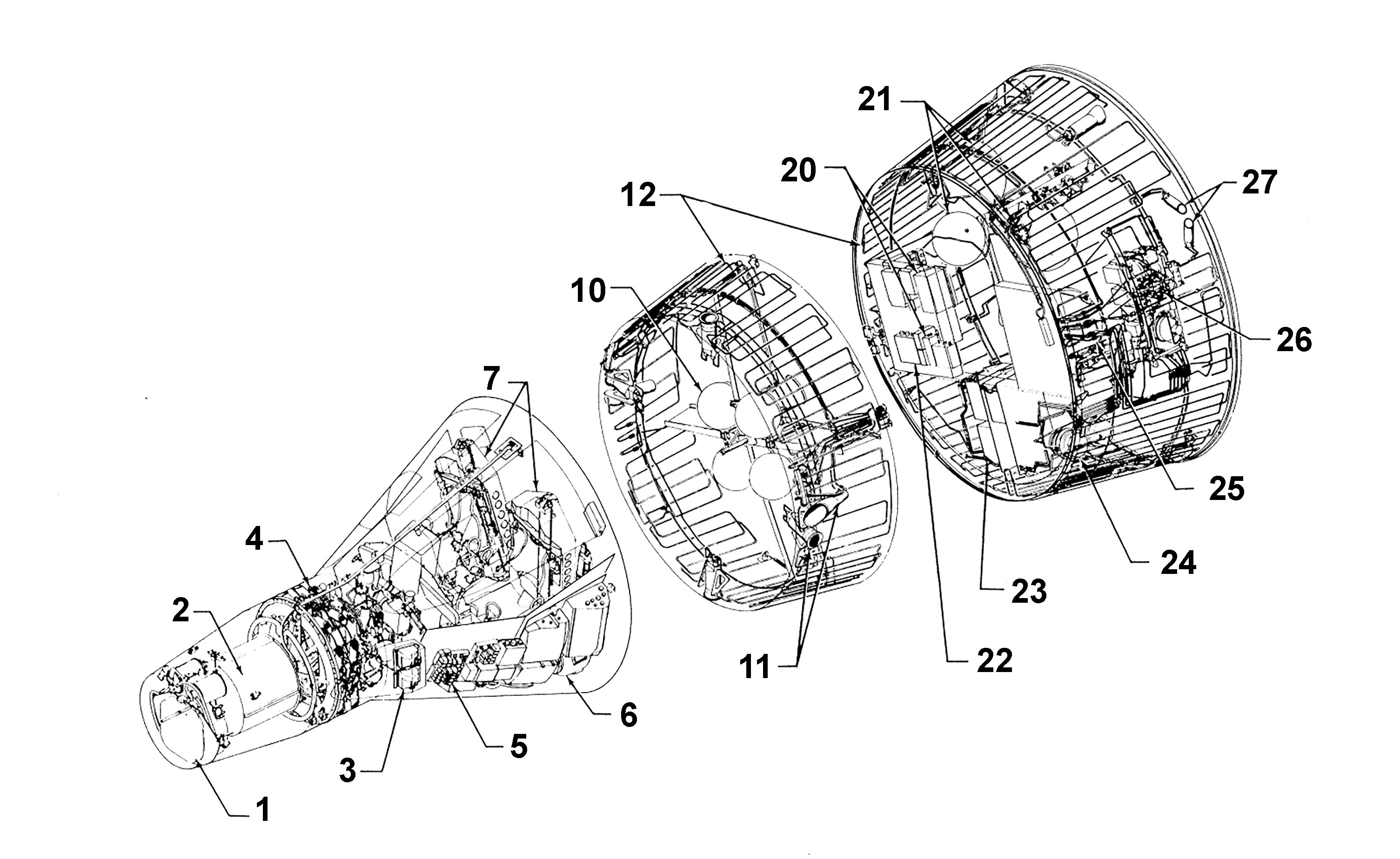
Schéma du vaisseau Gemini avec la position des principaux équipements : 1 Radar utilisé pour le rendez-vous orbital - 2 Parachutes - 3 Capteur d'horizon - 5 Équipements électriques - 6 Centrale à inertie - 7 Sièges éjectables - 10 Rétrofusées - 11 Moteurs-fusées utilisés pour les manœuvres orbitales - 12 Radiateur du système de régulation thermique - 20 Équipement de télécommunications - 21 Réservoirs d'ergols - 22 Équipements utilisés par les instruments - 23 Système de production électrique (Accumulateurs/piles à combustible) - 24 Réservoir d'eau potable - 25 Réservoir d'oxygène - 26 Pompes du circuit de régulation thermique - 27 Moteurs-fusées utilisés pour le contrôle d'attitude.

### Système de guidage et de contrôle
Le système de guidage, qui est utilisé pour déterminer la position du vaisseau repose sur une centrale à inertie, un ordinateur, un radar alimentant l'ordinateur et les écrans du poste d'équipage avec la distance d'une cible donnée, la vitesse d'approche de celle-ci et l'angle par rapport à la trajectoire (maneouvres de rendez-vous orbital). Par ailleurs les stations au sol transmettent à l'ordinateur des informations sur la position du vaisseau. Le système de contrôle d'attitude qui permet de vérifier et modifier l'orientation du vaisseau utilise deux senseurs d'horizon redondants, des manettes permettant à l'équipage de modifier manuelle l'attitude et un équipement électronique qui transmet automatiquement des commandes au système de propulsion,. 

### Production et distribution de l'énergie électrique
L'énergie nécessaire pour faire fonctionner tous les systèmes est fournie uniquement par des batteries chimiques classiques en partie remplacées pour les missions longues et les dernières missions (Gemini 5, 7, 8 ,9 , 10, 11 et 12) par des piles à combustible. L'utilisation de ces dernières par un vaisseau spatial constitue une première et leur évaluation est un des objectifs du programme Gemini. Elles présentent l'avantage sur des batteries chimiques de fortement réduire la masse et l'encombrement et à ce titre ont été retenues pour les missions du programme Apollo. L'électricité est distribuée aux différents équipements en courant continu avec un voltage compris entre 22 et 30 Volts. Il existe quatre circuits électriques indépendants : un circuit principal, deux circuits (redondants) pour les charges pyrotechniques et un circuit pour le système de contrôle. Les vaisseaux équipés de piles à combustible disposent de deux unités indépendantes fournissant chacune 1 kilowatt et en sous-produit de l'eau. Celle-ci ne sera pas utilisée car les ingénieurs ne parviendront pas à supprimer sa contamination par des acides organiques (pour la programme Apollo l'eau produite sera consommée par les équipages). L'hydrogène et l'oxygène qu'elles utilisent sont stockées sous pression dans deux réservoirs cylindriques munis de résistances chauffantes. Durant le vol le plus long (Gemini 7 : 14 jours), les piles à combustible ont fourni 5583 A-h. Les missions non équipées de piles à combustible emportent de trois à six piles à l'oxyde d'argent/zinc de 400 ampères-heures chacune qui à l'époque constituent le meilleur rapport capacité/poids. Ces piles comme les piles à combustible sont installées dans la section d'équipement qui est larguée avant la phase de rentrée atmosphérique. Durant cette dernière phase l'énergie électrique est fournie par trois piles zinc/argent d'une capacité unitaire de 45 A-h qui sont installées dans le module de rentrée. Enfin trois piles zinc/argent d'une capacité unitaire de 15 A-h alimentent les circuits permettant la mise à feu des charges pyrotechniques,. 

### Système de propulsion

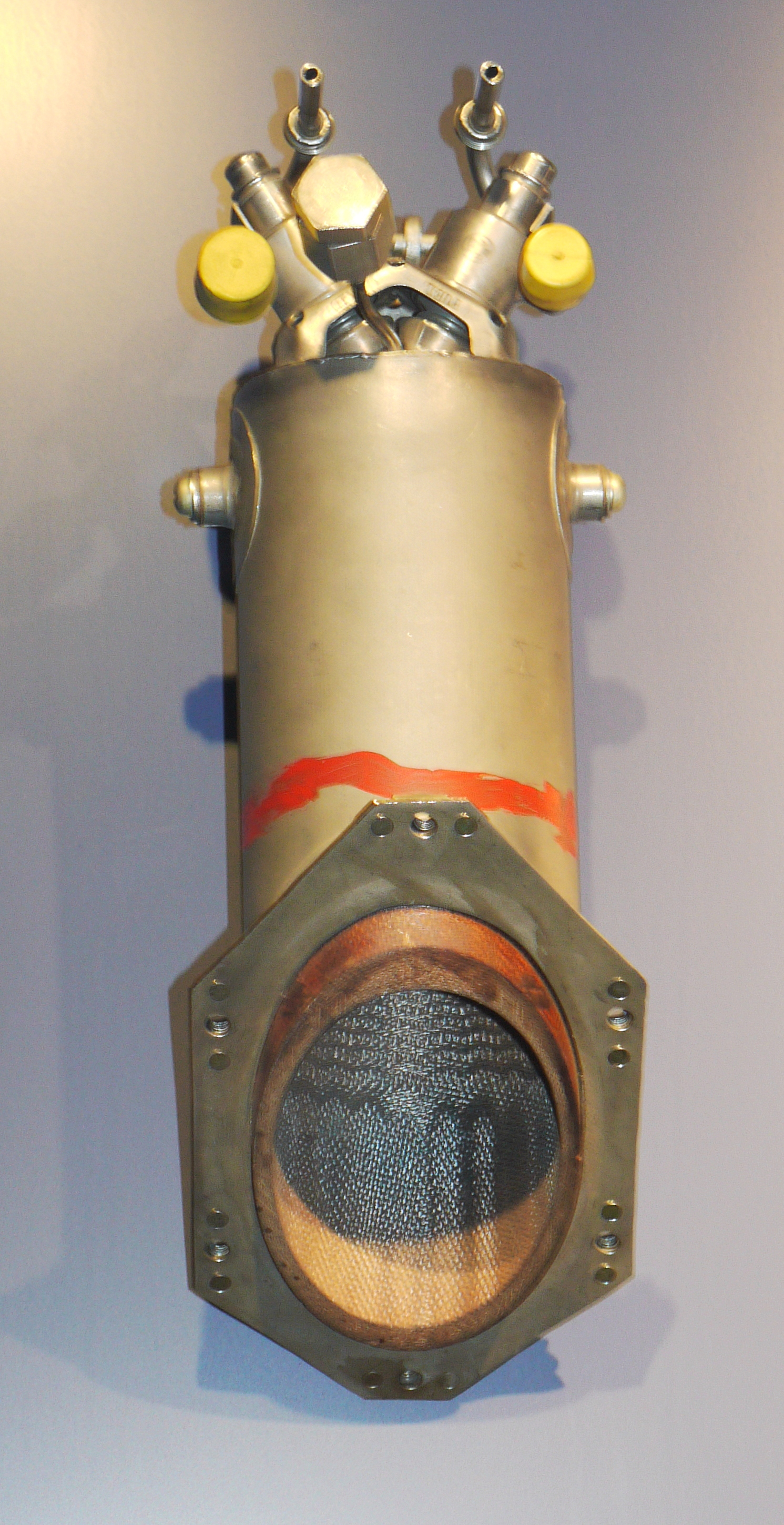
Un des moteurs-fusées utilisés pour la manœuvre et de contrôle en vol du vaisseau Gemini.

Le système de propulsion du vaisseau est utilisé pour modifier l'orbite du vaisseau, déclencher la rentrée atmosphérique et contrôler son attitude (orientation) durant le vol orbital et durant la rentrée atmosphérique. Il repose sur plusieurs types de moteur-fusées. Ceux utilisés pour le contrôle d'attitude et les modifications d'orbite sont des moteurs-fusées à ergols liquides brulant du monométhylhydrazine et du peroxyde d'azote. Ce mélange hypergolique (sa combustion se déclenche spontanément lorsque les deux ergols sont mis au contact) est utilisé car sa mise en œuvre est simple. L'alimentation est réalisée par la mise sous pression des ergols par de l'hélium lui-même stocké sous haute pression (193 bars). Les rétrofusées utilisées pour déclencher la rentrée atmosphérique sont des moteurs à propergol solide, :
- Durant le vol orbital, le contrôle d'attitude et les changements d'orbite sont effectués à l'aide de l'OAMS (Orbit Attitude and Maneuver System) qui est composé de 16 moteurs-fusées à ergols liquides pointant dans différentes directions mais avec un axe passant par le centre de gravité du vaisseau. Huit moteurs de 380 à 440 Newtons (39 à 43 kilogrammes) sont utilisés pour les translations dans les trois directions tandis que huit moteurs  exercent une poussée de 110 Newtons (11 kilogrammes) permettent de contrôler l'attitude du moteur-fusée Les ergols et l'hélium sont stockés dans des réservoirs sphériques en titane situés dans la section équipement du module de service. Chaque type d'ergol est stocké dans deux réservoirs d'une capacité unitaire de 88 litres.
- Quatre rétrofusées à propergol solide d'une poussée unitaire de 1,1 tonnes sont utilisées pour déclencher la rentrée atmosphérique en réduisant la vitesse du vaisseau Gemini.
- Tous les moteurs de l'OAMS sont fixés sur le module de service  et ne sont donc plus disponibles durant la rentrée atmosphérique lorsque le module de service a été largué. Aussi le contrôle d'attitude est alors pris en charge par huit petits moteurs-fusées à ergols liquides RCS (Re-entry Control System) de 105 Newtons de poussée brulant les mêmes ergols que l'OAMS mais mis sous pression par de l'azote. Pour des raisons de sécurité ce système est complètement dupliqué (moteurs, carburant, comburant et pressurisant).

Schémas des systèmes de propulsion
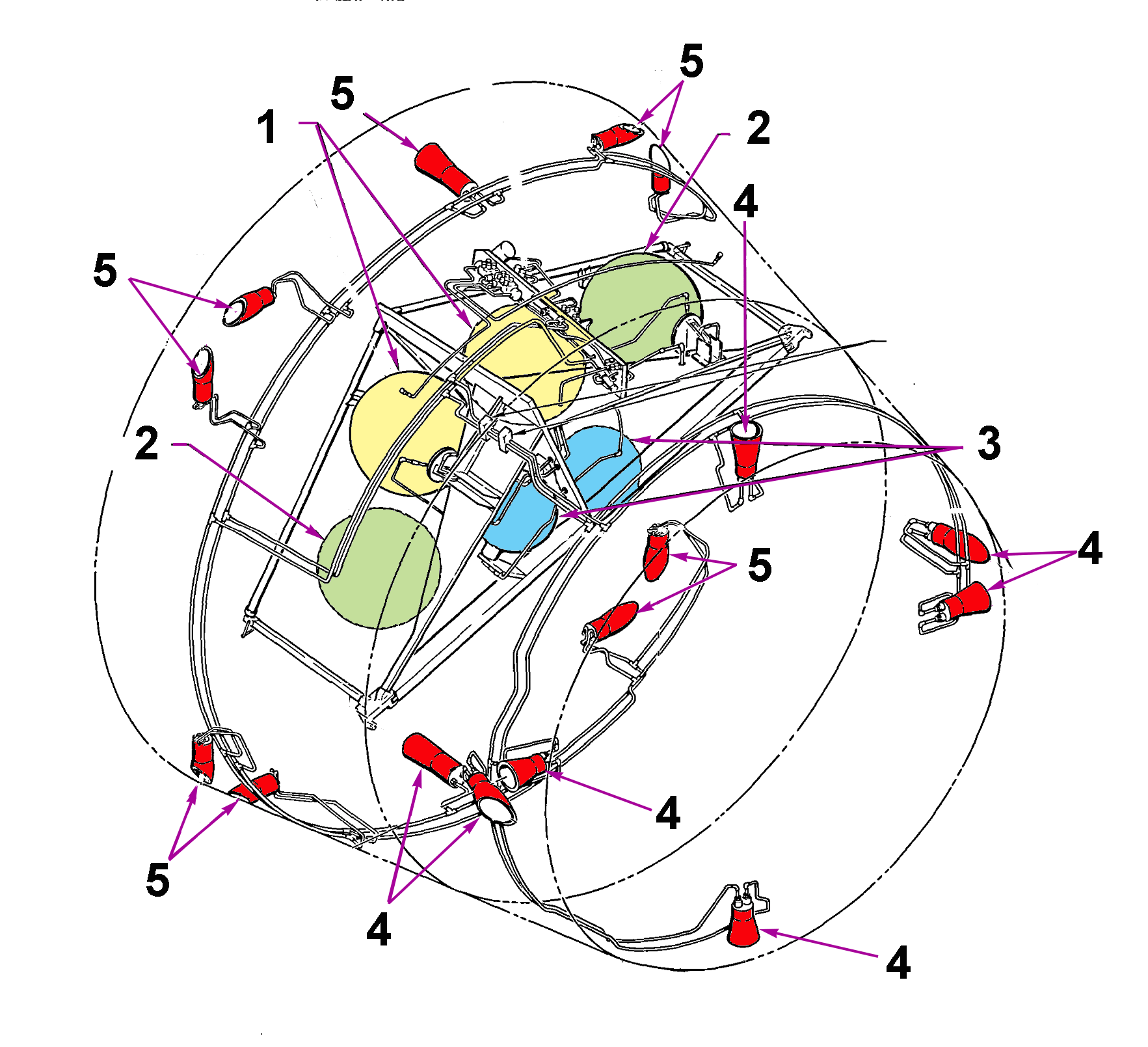
Système de propulsion OAMS : 1 Réservoirs de carburant  monométhylhydrazine (x2) - 2 Réservoirs de comburant  peroxyde d'azote (x2) - 3 Réservoirs d'hélium (x2) - 4 Moteurs-fusées utilisés pour les manœuvres de translation (x 6) - 5 Moteurs-fusées utilisés pour contrôler l'attitude (x 12).
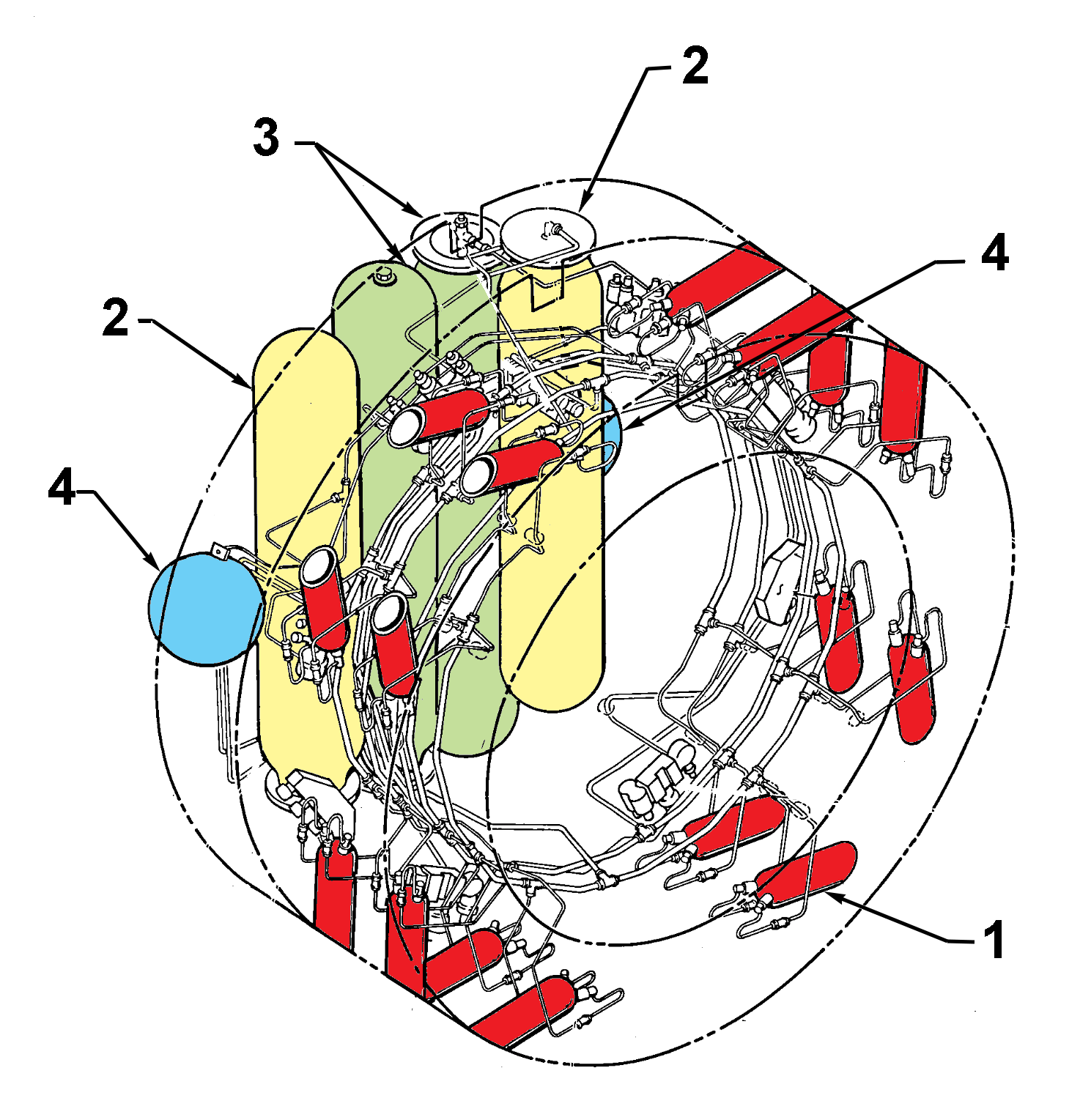
Moteurs fusées RCS : 1 Moteurs-fusées (8 x 2) - 2 Réservoirs de comburant (peroxyde d'azote) - 3 Réservoirs de carburant (monométhylhydrazine) - 4 Réservoirs d'azote (2).

### Ordinateur embarqué

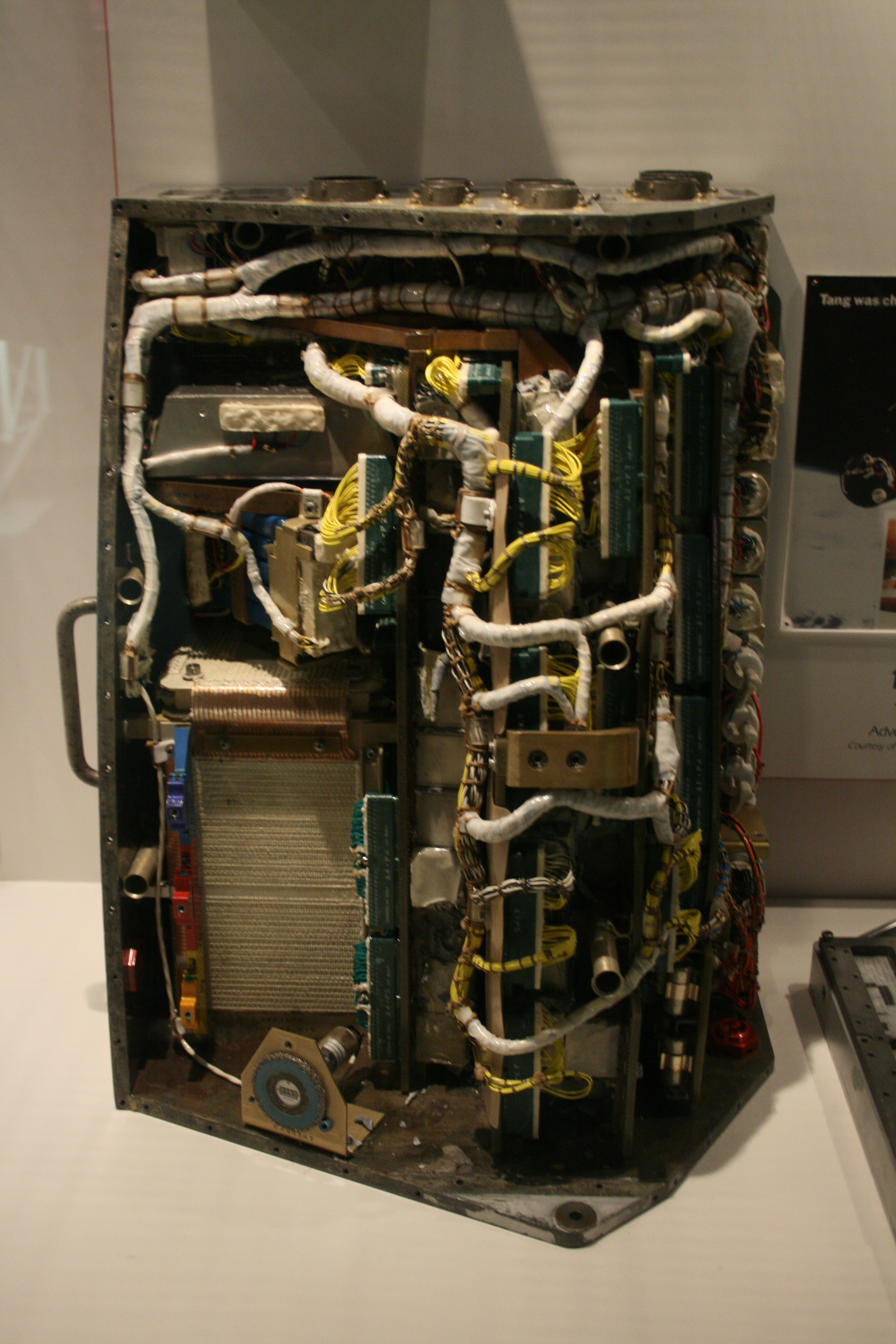
L'ordinateur de bord NASM.

Le vaisseau Gemini emporte un ordinateur doté d'une mémoire de 4 096 mots (1 mot = 16 bits). L'ordinateur dispose de programmes dédiés à chacune des quatre phases critiques d'une mission : préparation au lancement, lancement, manœuvre de rendez-vous et rentrée atmosphérique. 

### Radar de rendez-vous
.

### Système de télécommunications
Le système de télécommunications comprend les communications vocales, le système de localisation, le système de collecte et de transmission des télémesures et des aides à la récupération du vaisseau au retour sur Terre. Les communications vocales se font en Très haute fréquence via plusieurs antennes montées à l'extérieur du vaisseau pour couvrir l'ensemble des configurations du lancement au retour sur Terre. Un émetteur-récepteur Haute fréquence, avec une antenne qui lui est propre, sert de système de secours : grâce à sa portée il est si nécessaire utilisé lorsque le vaisseau amerrit loin de la zone prévue (plusieurs centaines de kilomètres). Deux transpondeurs radar fonctionnant en bande C et une antenne d'acquisition permettent aux stations terriennes de localiser le vaisseau durant toutes les phases du vol. Un système de commandes numérique permet de recevoir de manière automatique des commandes émises depuis le sol. Des mesures sont collectées  en temps réel portant sur la température, la pression à différents points du vaisseau, les paramètres biologiques des astronautes, etc. dans le but d'évaluer le fonctionnement de l'engin spatial et le comportement physiologique de l'équipage. Ces télémesures sont transmises en temps réel lorsque le vaisseau est à portée de stations terriennes ou stockées sur un enregistreur à bande magnétique dans le cas contraire pour une transmission ultérieure,.

### Poste d'équipage

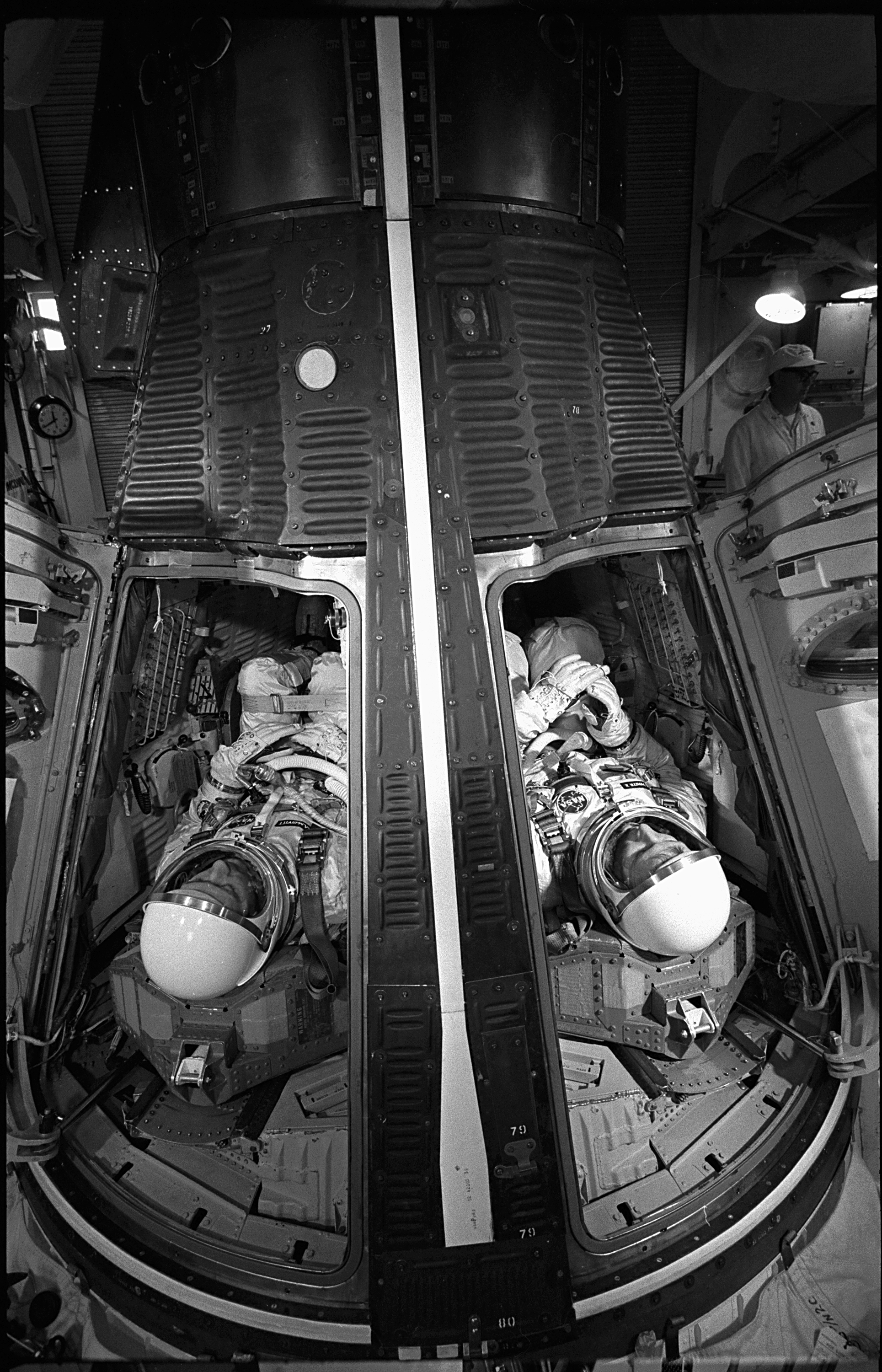
Vue du dessus du vaisseau.

,.

Module de rentrée
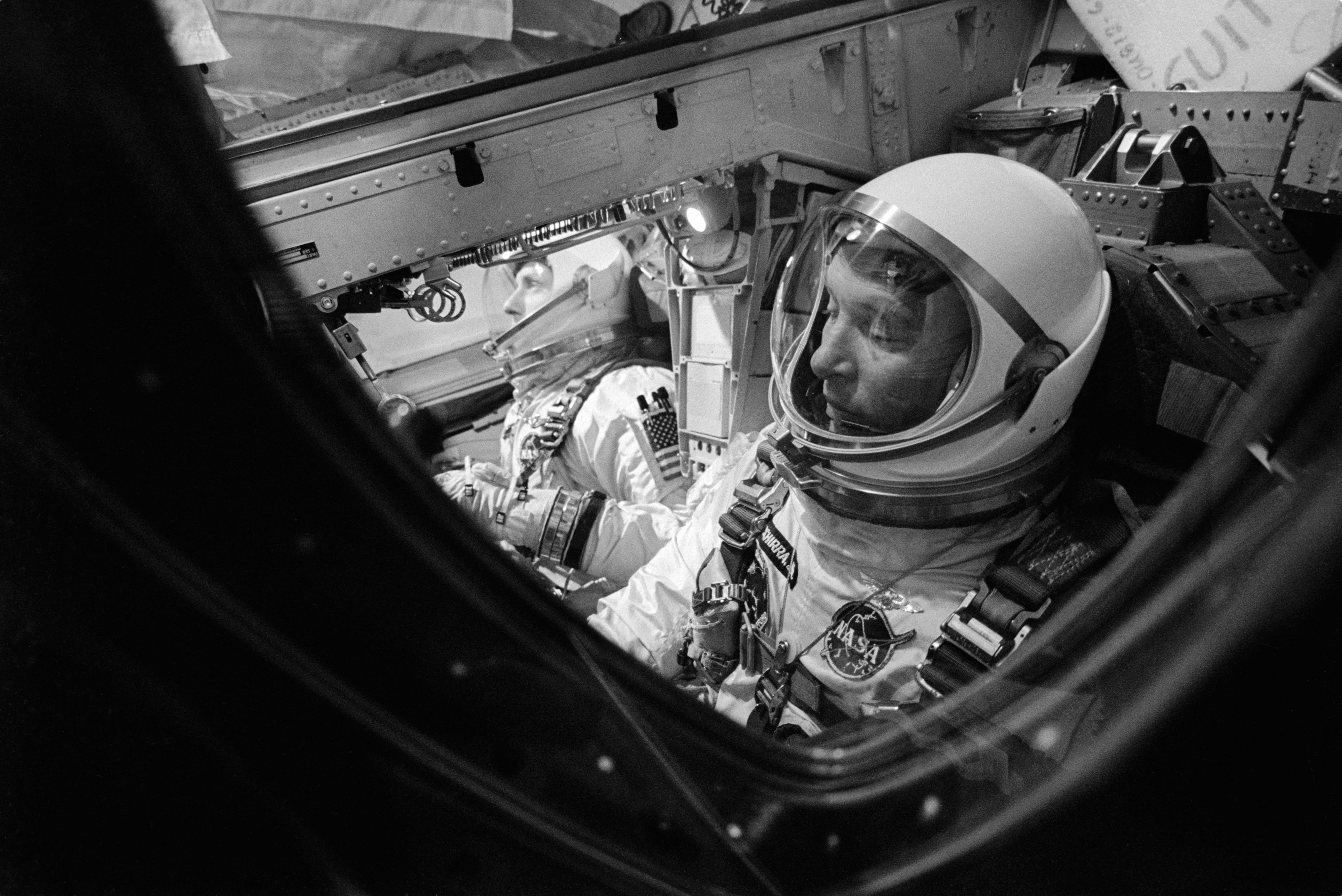
Schirra et Stafford dans le cockpit avant le lancement de Gemini 6.
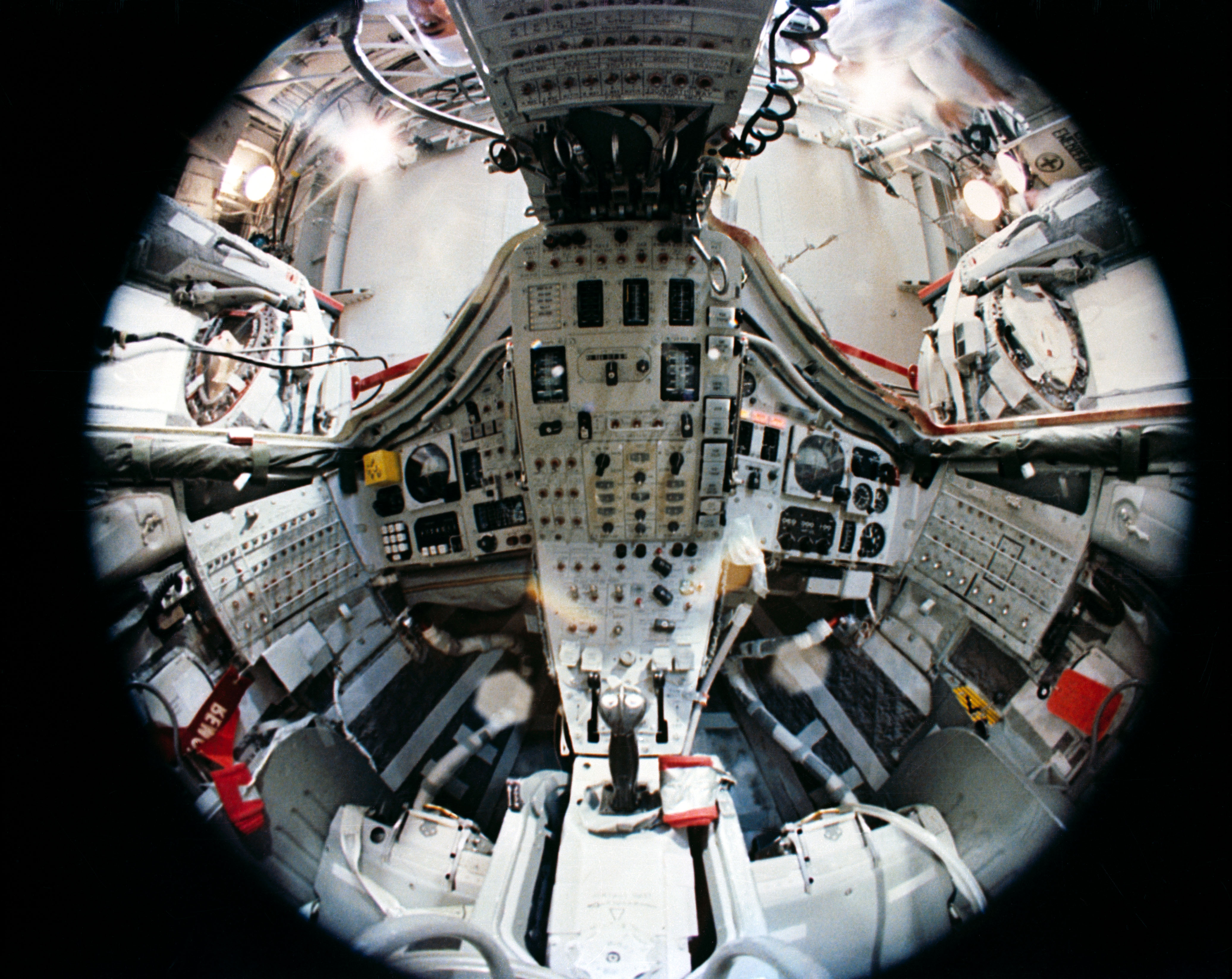
Vue du cockpit prises avec un objectif fisheye montre l’exiguïté de l'espace disponible. Les deux écoutilles sont ouvertes.
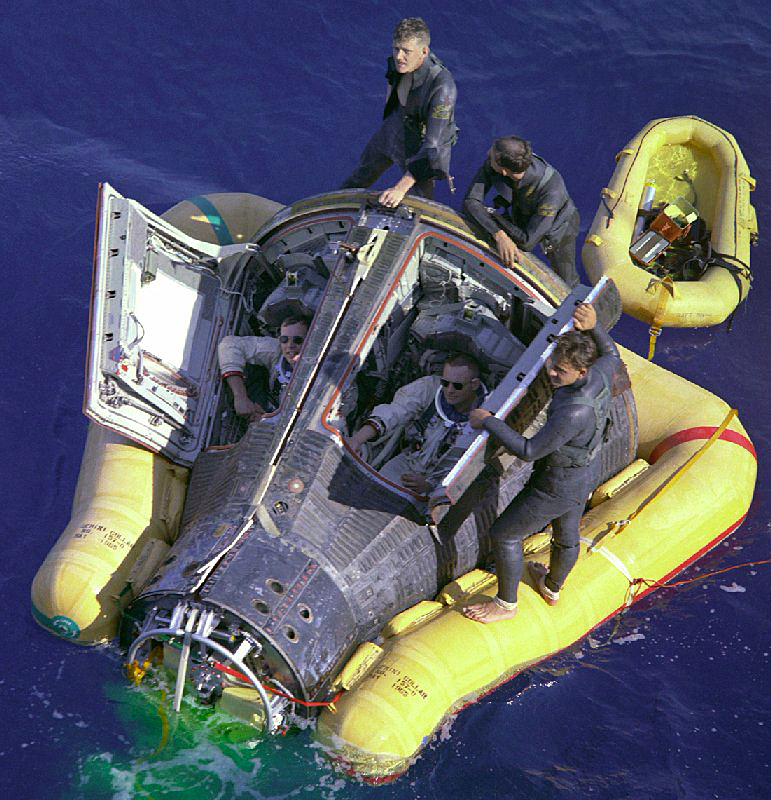
Le module de rentrée avec ses deux écoutilles ouvertes.

### Système de support de vie
Le système de support de vie est chargé de fournir aux astronautes un environnement viable avec de l'air, de l'eau en quantité suffisante, mais également d'assurer le maintien d'une température et d'une pression acceptable et apporter une protection suffisante contre les agressions extérieures tels les rayonnements spatiaux, : 
- L'atmosphère de la cabine est constituée d'oxygène pur à une pression de 0,35 bars (un tiers de la pression terrestre). L'oxygène est renouvelé par des compresseurs (débit de 0,3 m³ par minute) en puisant dans deux réservoirs : un réservoir principal situé dans l'adaptateur et deux bombonnes situées dans la cabine et qui deviennent la seule source après largage de l'adaptateur. Le dioxyde de carbone et les odeurs sont éliminés par un lit absorbant composé de charbon actif et d'hydroxyde de lithium
- La régulation de la température est effectuée à la fois de manière passive et active. En orbite la chaleur est évacuée par un circuit dans laquelle circule de l'eau mise en mouvement par des pompes. La chaleur excédentaire captée par des échangeurs de chaleur au niveau de la cabine, des combinaisons spatiales et de certains équipements (batteries, piles à combustible)  est utilisée pour réchauffer les réservoirs d'oxygène  puis rejetée dans l'espace via un radiateur. Des résistances chauffantes sont installées sur le circuit d'eau de l'adaptateur, une partie du circuit d'alimentation en oxydant de la propulsion principale et  les valves d'ergols alimentant les moteurs-fusées utilisés pour le contrôle d'attitude.
- L'eau consommée est stockée dans trois réservoirs dont deux d'une capacité unitaire de 19 litres et un réservoir d'une capacité de 7 litres. Après largage de l'adaptateur (rentrée atmosphérique) seul ce dernier est disponible.

### Système de récupération
Trois parachutes sont successivement utilisés pour stabiliser puis ralentir la capsule Gemini et enfin placer le vaisseau dans la configuration prévue pour son amerrissage dans l'océan. Pour que le déploiement des parachutes puisse être initié, l'équipage doit basculer un interrupteur qui arme les dispositifs pyrotechniques impliqués. Lorsque l'altitude n'est plus que de 15 000 m environ, un mortier déclenche automatiquement l'ouverture d'un parachute extracteur (diamètre 2,5 mètres). Il n'est que partiellement déployé durant les 16 premières secondes pour réduire la décélération. Son rôle est de stabiliser l'orientation du vaisseau. A une altitude d'environ 3 000 mètres le parachute pilote (diamètre de 5,6 mètres) est libéré de manière à permettre son déploiement par le parachute extracteur. L'ouverture du parachute pilote est également bridée durant 6 secondes. 2,5 secondes après cette opération, la section avant du vaisseau (contenant le radar) se détache tout en restant à la fois solidaire de la capsule et des parachutes) de manière à permettre par la suite le déploiement du parachute principal (diamètre 26 mètres). Celui-ci est à son tour déployé de manière bridée puis complètement. Dans la phase finale le point d'attache du parachute principal  qui était situé au sommet de la capsule se dédouble (le deuxième point d'attache est situé au niveau du bouclier thermique) de manière que le vaisseau pénètre dans l'océan bouclier thermique en avant avec l'axe principal du vaisseau faisant un angle d'environ 45° avec la surface et deux antennes VHF sont déployées pour permettre les contacts avec les équipes de récupération. Après l'amerrissage l'équipage déclenche le largage du parachute en positionnant un interrupteur. La cabine pressurisée du vaisseau est étanche ce qui permet à celui-ci de flotter avec les écoutilles positionnées vers le haut (les astronautes sont donc sanglés dans leur siège dans une position naturelle). Des matériaux améliorant la flottabilité sont installés dans les baies situées à l'extérieur. L'amerrissage déclenche la mise en marche d'une lampe flash et le déversement d'un liquide colorant dans l'eau pour faciliter le répérage du vaisseau par les équipes de récupération.

### Système d'éjection
Contrairement aux vaisseaux Mercury et Apollo, levaisseau Gemini ne dispose pas d'une tour de sauvetage permettant en cas de défaillance du lanceur Titan de séparer la cabine de l'équipage de la fusée en la propulsant à l'écart des débris et de la boule de feu et donnant le temps au parachute de l'astronaute de se déployer et de réduire suffisamment la vitesse pour permettre un amerrissage en douceur. En cas d'anomalie de fonctionnement du lanceur les astronautes du vaisseau Gemini utilisent un siège éjectable. Le système d'éjection est conçu pour fonctionner en cas de défaillance sur le pas de tir (altitude 0 mètres) et jusqu'à une altitude de 21 000 mètres et une vitesse de  Mach 2,86. Toutefois pour différentes raisons il a été décidé qu'à compter de 4 500 mètres d'altitude, l'équipage resterait dans le vaisseau et utiliserait la séquence d'atterrissage normale : utilisation des rétrofusées pour s'écarter du lanceur puis ouverture successive des trois parachutes.
Durant toute leur mission les astronautes sont sanglés sur un siège éjectable constitué par une structure en aluminium comportant des accoudoirs et des reposes pieds. Solidaires du siège et situés entre celui-ci et le dos de l'astronaute se trouvent le parachute ainsi que trois paquets contenant les deux kits de survie et un radeau gonflable. Plus d'une quinzaine de dispositifs pyrotechniques sont mis en oeuvre durant toute la séquence d'éjection et de déploiement du parachute. L'éjection de l'équipage est déclenchée lorsqu'un des deux astronautes tire une poignée située entre ses jambes qui n'est rendue accessible que durant les phases de lancement et de retour sur Terre. Son actionnement déclenche successivement l'ouverture des deux écoutilles un quart de seconde plus tard puis la mise à feu de la fusée fixée au siège. Sous l'action de la fusée qui fonctionne durant quelques dizièmes de seconde le siège, qui est monté sur des rails, coulisse le long de ceux-ci puis est est éjecté à l'extérieur du vaisseau Gemini. La trajectoire d'éjection fait un angle de 8,2 ° au-dessus de l'axe de la fusée (pour gagner en altitude si l'éjection est déclenchée au sol) et avec un angle de 24° entre les deux astronautes pour éviter une collision. La réduction de la vitesse de chute est prise en charge selon l'altitude soit par l'ouverture d'une ballute suivie de celle du parachute parachute principal soit par l'ouverture d'un parachute pilote suivi de celle du parachute principal. Les kits de survie contiennent différents équipements qui doivent permettre à l'astronaute de se maintenir en vie et de signaler sa position quel que soit l'environnement (terrestre ou marin) : lampe de poche, hamecon, compas, boite d'allumette, sifflet miroir de signalisation, système de dessinalisation de l'eau de mer, trousse à pharmacie, émetteur radio, lunettes de Soleil, machette et un réservoir de 1,5 litres d'eau.

## Segment au sol
.

## Galerie

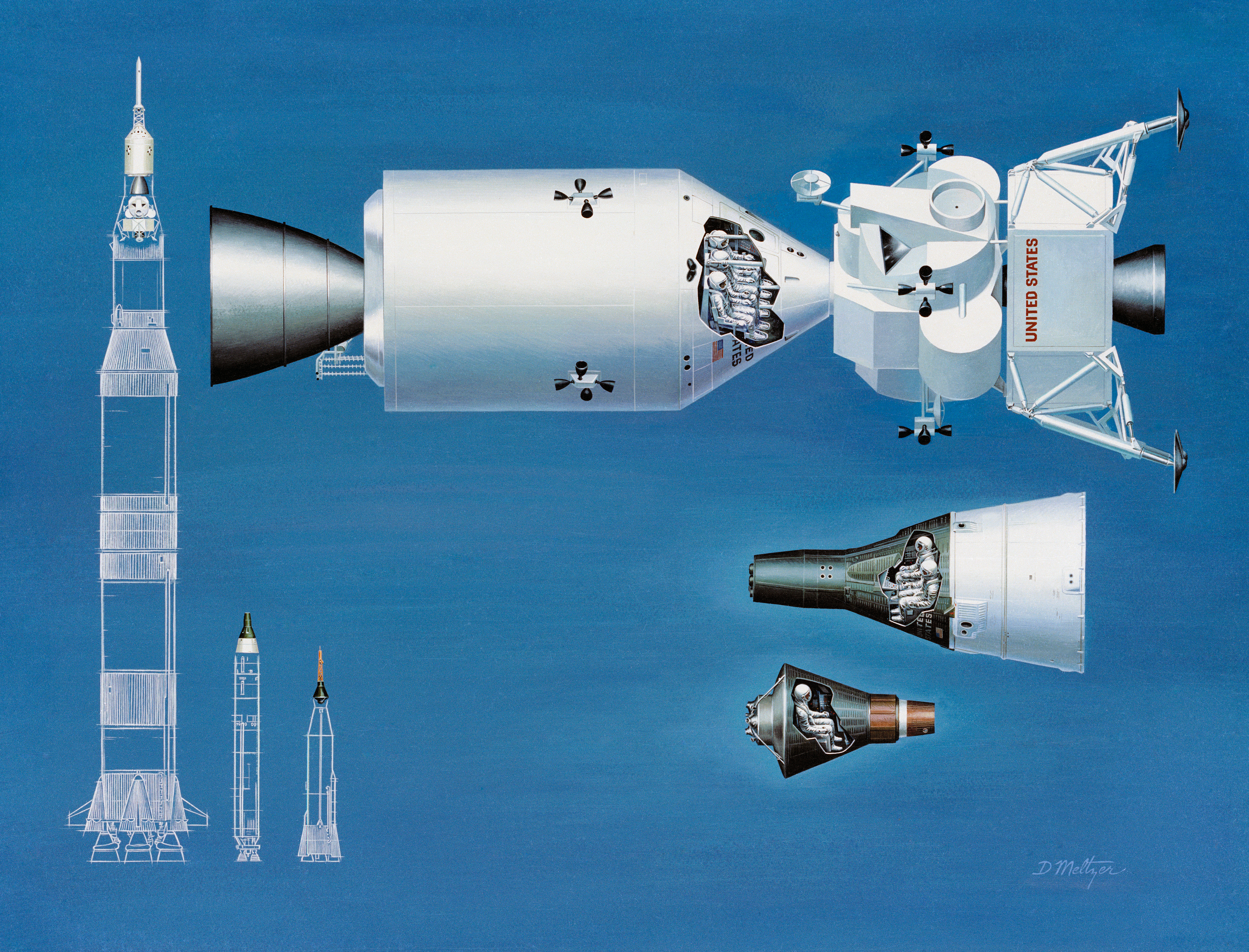
Le vaisseau Gemini et son lanceur comparés à leurs homologues des programmes Mercury et Apollo.
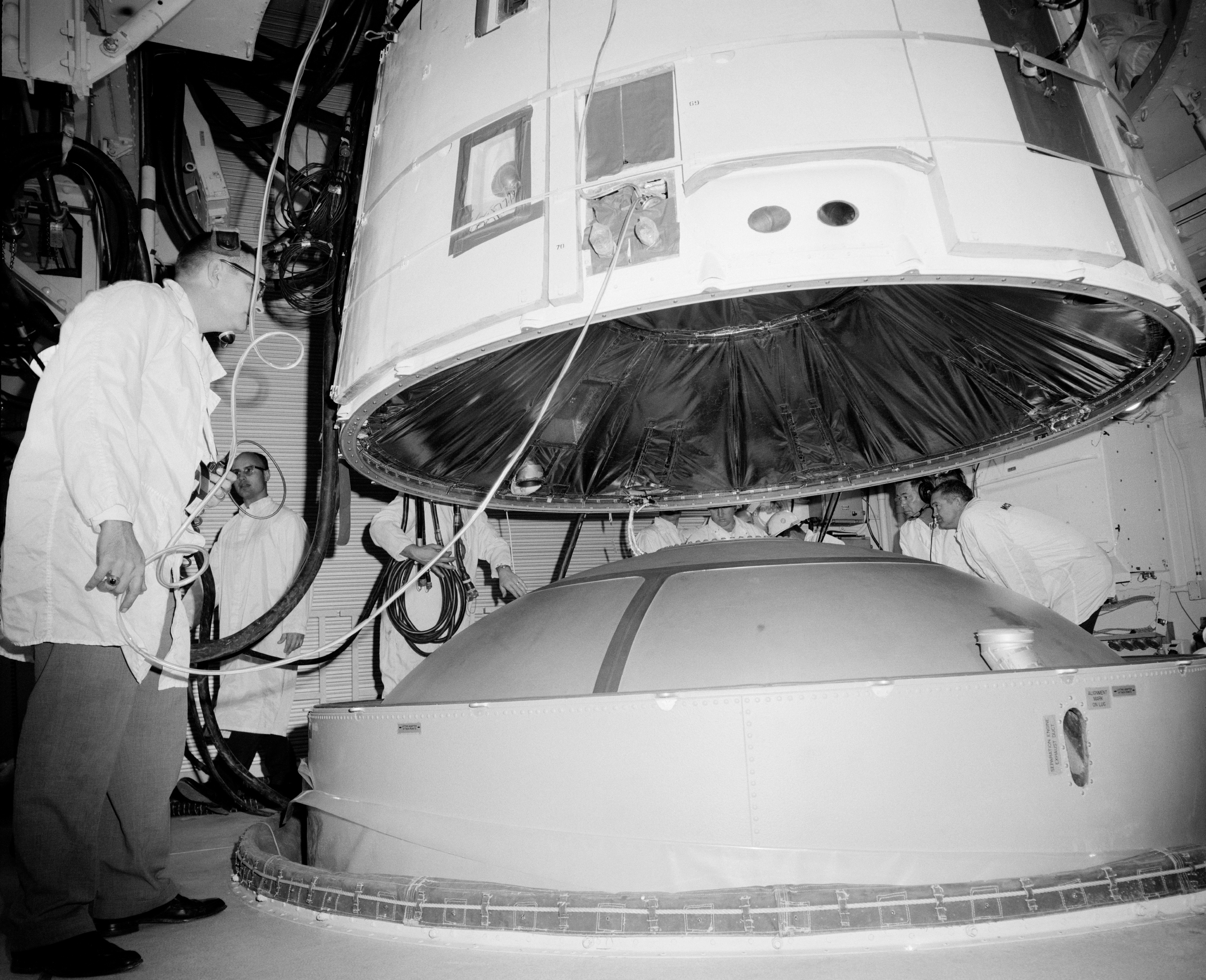
Le vaisseau Gemini 3 est assemblé avec le lanceur Titan II.
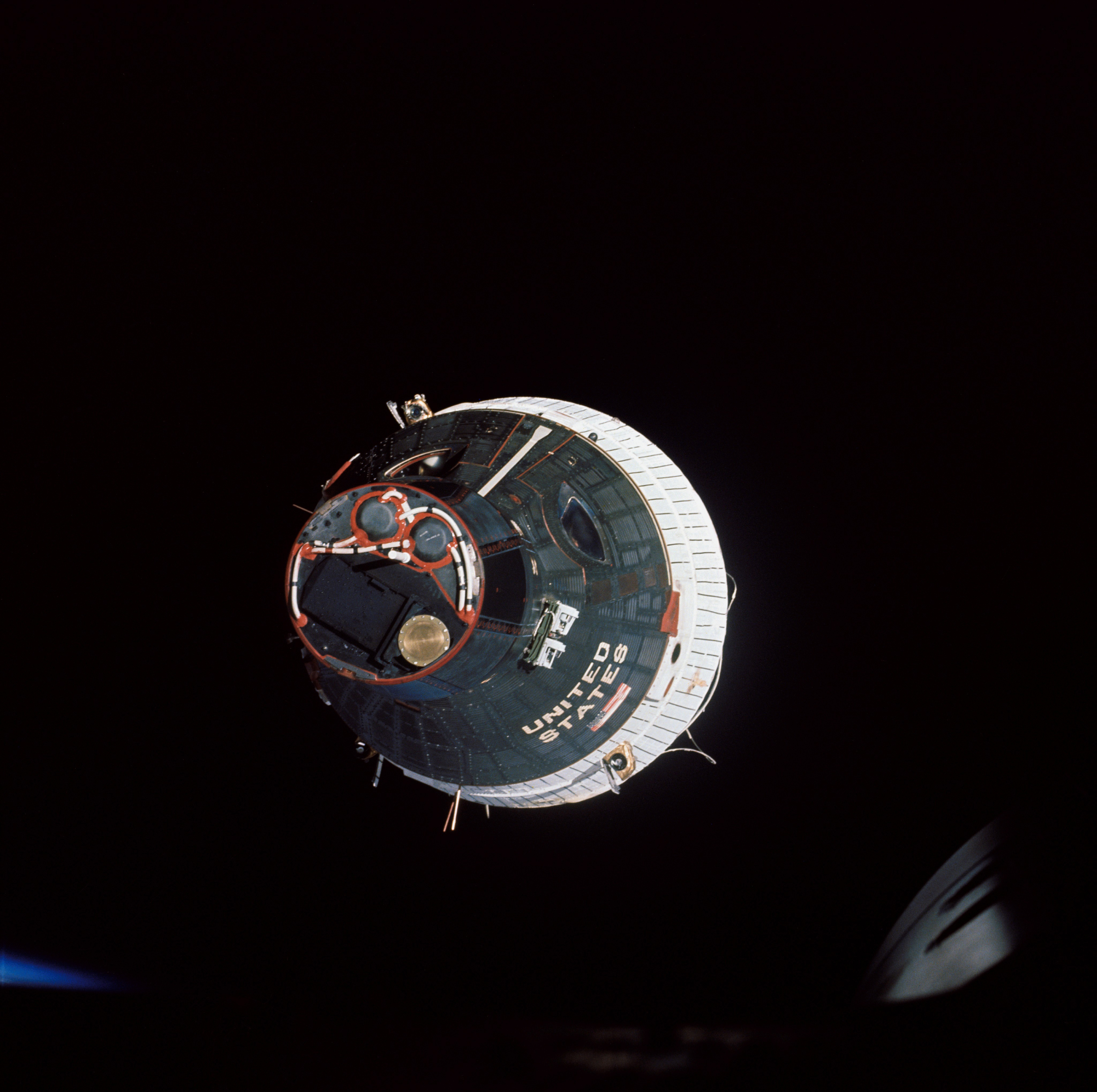
Vue de l'avant du vaisseau Gemini 7.
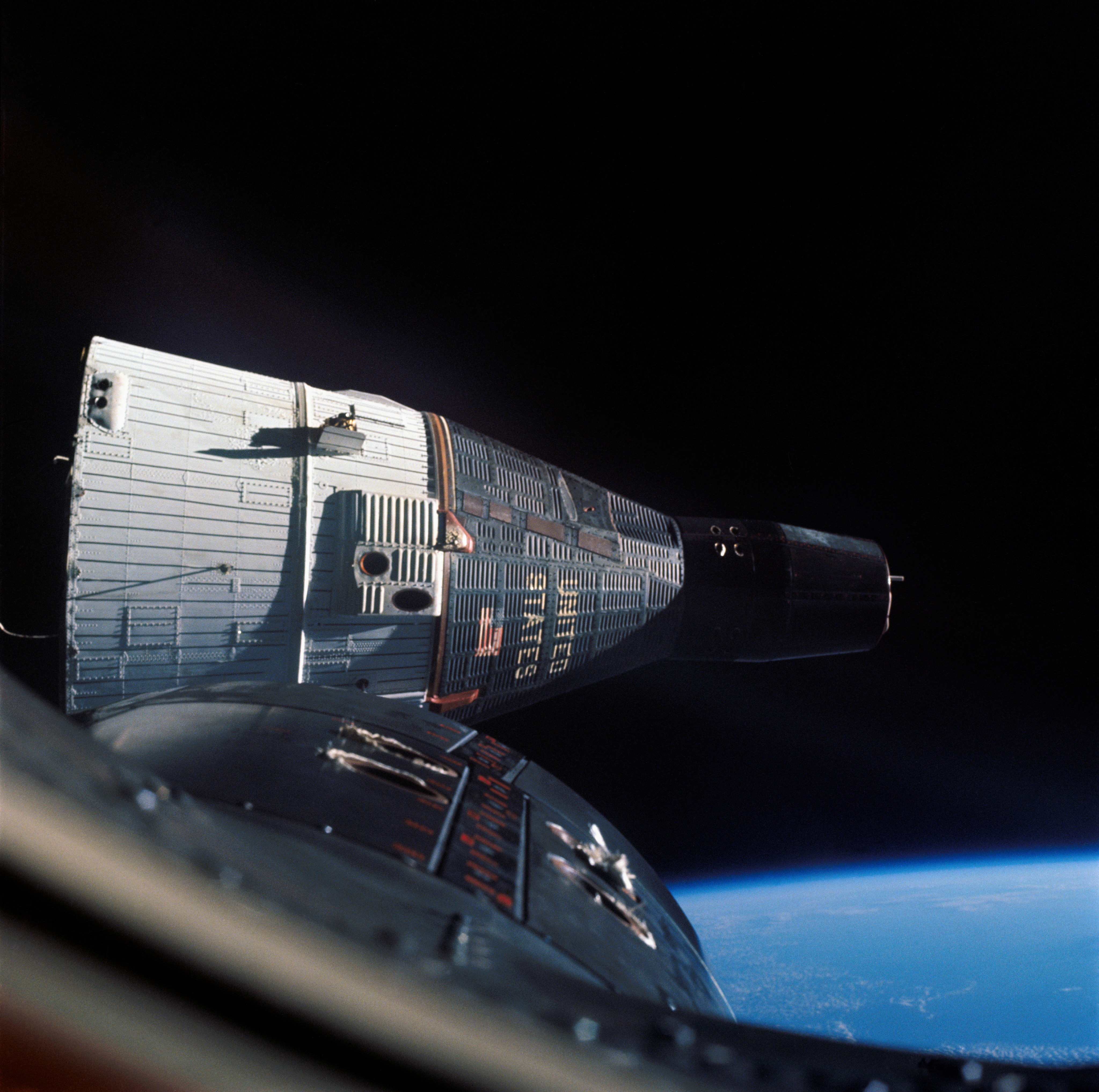
Le vaisseau Gemini 7 photographié de profil par l'équipage du vaisseau Gemini 6.

### Sources
: document utilisé comme source pour la rédaction de cet article.
NASA conception du programme
- (en) Malik, P. W. et Souris, G. A., Project Gemini - A technical summary, NASA, 1er juin 1968, 350 p. (lire en ligne). Synthèse des caractéristiques technique du projet Gemini.
- (en) Robert R Gilruth et George M Low, Gemini Midprogram Conference: Including Experiment Results, NASA, 23 février 1966 (lire en ligne). Développement du vaisseau Gemini et du lanceur, caractéristiques techniques et résultats des missions et des expériences scientifiques et médicales.
- (en) Walter D Smith, Gemini Launch Vehicle Development, NASA, 25 février 1966, 18 p. (lire en ligne)Adaptation du lanceur Titan pour le programme Gemini.
- (en) Barton C. Hacker et James M. Grimwood, On the Shoulders of Titans : A History of Project Gemini, 1977 (lire en ligne)Histoire du programme Gemini (document NASA n° Special Publication-4203).
- (en) Mac Donnell, NASA PROJECT GEMINI -  Familiarization manual (REndezvous and Docking Configuration), NASA, 22 aout 1966, 664 p. (lire en ligne). Manuel décrivant de manière détaillée les caractéristiques du vaisseau Gemini.
- (en) Mac Donnell, NASA PROJECT GEMINI - Supplement Familiarization manual (REndezvous and Docking Configuration) : Guidance and Control System, NASA, 31 mai 1965, 340 p. (lire en ligne)Manuel décrivant de manière détaillée les caractéristiques du vaisseau Gemini. Supplément consacré au système de guidage et de contrôle.
- (en) Henry E Clements, Richard L Holt et Douglas W Carmichael, Mission Control Center and Network, NASA, 25 février 1966, 9 p. (lire en ligne)Refonte du centre de controle et du réseau terrestre pour le programme Gemini.
- (en) Willis B. Mitchell, Owen E. Maynard et Donald D. Arabian, Gemini Summary Conference, NASA, 1er février 1967, 352 p. (lire en ligne)Exposé détaillé des points culminants du programme Gemini.
- (en) Lance Erickson, Gemini Computer Manual, NASA, 1964, 32 p. (lire en ligne)Manuel de l'ordinateur du vaisseau Gemini.

Autres
- (en) David M. Harland, How NASA Learned to Fly in Space: An Exciting Account of the Gemini Missions, Apogee Books, 2004 (ISBN 978-1-894959-07-0) Déroulement des missions du programme Gemini
- (en) Ben Evans, Escaping the bonds of earth : the fifties and the sixties, Springer, 2009 (ISBN 978-0-387-79093-0)Les premières missions habitées jusqu'au programme Gemini inclus.